# Swinford Toll Bridge
Die Swinford Toll Bridge ist eine in Privatbesitz befindliche und gebührenpflichtige Brücke über die Themse in Oxfordshire, England. Sie überquert den Fluss flussaufwärts des Eynsham Lock, zwischen Eynsham auf der nordwestlichen Flussseite und Swinford auf der südöstlichen Seite. Die B4044 von Oxford nach Eynsham verläuft über die Brücke.

## Geschichte
Die Brücke wurde im georgianischen Stil aus Kalkstein aus den Cotswolds gebaut und 1769 eröffnet. Sie ersetzt eine bis dahin existierende Fähre. Der Bau wurde durch den Earl of Abingdon finanziert. Die Brücke hat ein eigenes Gesetz. Nach diesem Gesetz darf der Besitzer eine Maut für die Benutzung der Brücke erheben. Außerdem ist es verboten, andere Brücken im Abstand von 3 Meilen (circa 4,8 km) flussauf- und abwärts von der Brücke zu errichten. Durch eine Verfügung König Georgs III. müssen die Besitzer keine Steuern auf die Mauteinnahmen bezahlen.
Die Brücke ist neben der Whitchurch Bridge die einzige Brücke über die Themse flussaufwärts von London, für die noch eine Maut zu bezahlen ist.
1835 wurde die Maut für Fußgänger abgeschafft. Fahrräder und Motorräder sind ebenfalls von der Zahlung ausgenommen. Alle anderen Fahrzeuge müssen für die Benutzung bezahlen. Für einen PKW werden so z. B. 0.05 £ als Maut erhoben. Auch wenn die Gebühr gering ist, so gibt es Bestrebungen, diese abzuschaffen. Das Oxfordshire County Council schätzt, dass ungefähr 10.000 Fahrzeuge die Brücke jeden Tag überqueren. Das Einnehmen der Maut verursacht Behinderungen und führt zu Luftverschmutzung.
Die Brücke wurde 2009 zum Verkauf angeboten und am 3. Dezember 2009 für 1,08 Millionen Pfund verkauft. Der Versuch, Oxfordshire County Council dazu zu bewegen die Brücke zu kaufen war erfolglos.